# شهرستان شلبی (تنسی)
شهرستان شلبی، تنسی (به انگلیسی: Shelby County, Tennessee) یک سکونتگاه مسکونی در ایالات متحده آمریکا است که در تنسی واقع شده‌است.

## خصوصیات
شهرستان شلبی ۲٬۰۳۳٫۱۵ کیلومترمربع مساحت دارد.

## نگارخانه

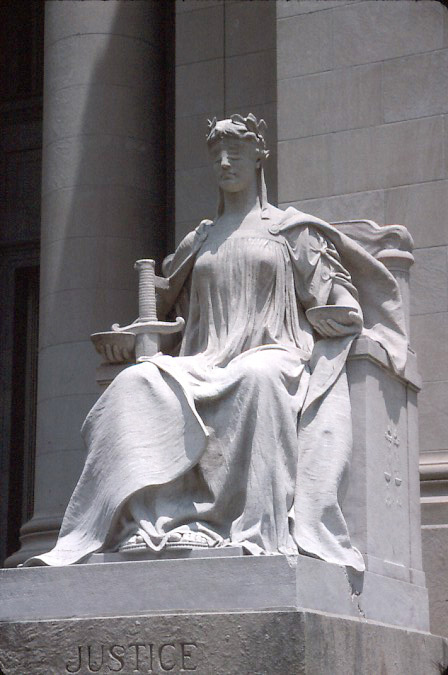
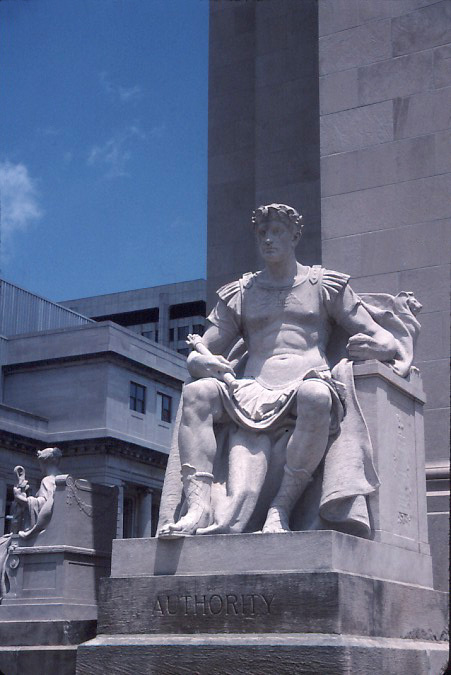